# (33235) 1998 GB8
1998 GB8 (asteroide 33235) é um asteroide da cintura principal. Possui uma excentricidade de 0.10121130 e uma inclinação de 15.53822º.
Este asteroide foi descoberto no dia 2 de abril de 1998 por LINEAR em Socorro.